# Roemenië op de Olympische Zomerspelen 1988
Roemenië nam deel aan de Olympische Zomerspelen 1988 in Seoel, Zuid-Korea. Er werden 24 medailles gewonnen, waaronder 7 gouden. 

## Medailleoverzicht
| Sport         | Olympiër | Onderdeel                | Medaille |
| ------------- | --- | ------------------------ | -------- |
| Atletiek      | Paula Ivan | 1500m (v)                | Goud     |
| Gymnastiek    | Daniela Silivaș | balk (v)                 |          |
| Gymnastiek    | Daniela Silivaș | brug (v)                 |          |
| Gymnastiek    | Daniela Silivaș | vloer (v)                |          |
| Roeien        | Rodica Arba Olga Homeghi-Bularda | twee-zonder (v)          |          |
| Schietsport   | Sorin Babii | 50m pistool (m)          |          |
| Worstelen     | Vasile Pușcașu | -100kg vrije stijl (m)   |          |
| Atletiek      | Paula Ivan | 3000m (v)                | Zilver   |
| Boksen        | Daniel Dumitrescu | -57kg (m)                |          |
| Gewichtheffen | Nicu Vlad | -100kg (m)               |          |
| Gymnastiek    | Gabriela Potorac | sprong (v)               |          |
| Gymnastiek    | Daniela Silivaș | individuele meerkamp (v) |          |
| Gymnastiek    | Aurelia Dobre Eugenia Golea Celestina Popa Gabriela Potorac Daniela Silivaș Camelia Voinea                                                                                    | meerkamp team (v)        |          |
| Roeien        | Dănuț Dobre Dragoș Neagu | twee-zonder (m)          |          |
| Roeien        | Marin Gheorghe Ladislau Lovrenschi Dimitrie Popescu Valentin Robu Ioan Snep Vasile Tomoiagă                                                                                   | vier-met (m)             |          |
| Roeien        | Veronica Cogeanu Liliana Geneș Elisabeta Lipă | dubbel-twee (v)          |          |
| Roeien        | Herta Anitaș Rodica Arba Mihaela Armășescu Doina Liliana Bălan Adriana Bazon Olga Homeghi-Bularda Viorica Ilica Veronica Necula Ecaterina Oancia Livia Țicanu Marioara Trașcă | acht (v)                 |          |
| Zwemmen       | Noëmi Lung | 200m wisselslag (v)      |          |
| Gymnastiek    | Marius Gherman | rekstok (m)              | Brons    |
| Gymnastiek    | Daniela Silivaș | sprong (v)               |          |
| Gymnastiek    | Gabriela Potorac | balk (v)                 |          |
| Roeien        | Anișoara Bălan Doina Ciucanu Veronica Cogeanu Elisabeta Lipă Anișoara Minea                                                                                                   | dubbel-vier (v)          |          |
| Roeien        | Herta Anitaș Mihaela Armășescu Doina Liliana Bălan Adriana Bazon Veronica Necula Ecaterina Oancia Marioara Trașcă                                                             | vier-met (v)             |          |
| Zwemmen       | Noëmi Lung | 400m wisselslag (v)      |          |

## Deelnemers en resultaten

### Atletiek
| Olympiër       | Discipline       | Resultaat | Prestatie                                                 |
| -------------- | ---------------- | --------- | --------------------------------------------------------- |
| Sorin Matei    | hoogspringen (m) | 20e       | kwalificatie groep A: 10de met 2,19m                      |
|                |                  |           |                                                           |
| Paula Ivan     | 1500m (v)        | Goud      | serie 2: 1ste in 4.03,33 finale: 1ste in 3.53,96 (OR)     |
| Doina Melinte  | 1500m (v)        | 9e        | serie 1: 1ste in 4.06,87 finale: 9de in 4.02,89           |
| Paula Ivan     | 3000m (v)        | Zilver    | serie 2: 1ste in 8.43,10 finale: 2de in 8.27,15           |
| Maricica Puică | 3000m (v)        | DNF       | serie 1: niet gefinisht                                   |
| Galina Astafei | hoogspringen (v) | 5e        | kwalificatie groep B: 3de met 1,92m finale: 5de met 1,93m |

### Boksen
| Olympiër          | Discipline | Resultaat | Prestatie |
| ----------------- | ---------- | --------- | --- |
| Daniel Dumitrescu | -57kg (m)  | Zilver    | 1ste ronde: W van NGR Konyegwachie: 5-0 2de ronde: W van JPN Yamada: 5-0 3de ronde: W van THA Pongsri: 5-0 kwartfinale: W van NED Tuur: 5-0 halve finale: W van KOR Lee: 5-0 finale: V van ITA Parisi: knock-out |
| Francisc Vaștag   | -67kg (m)  | 17e       | 1ste ronde: vrij 2de ronde: V van TOG Hamidou: gediskwalificeerd |

### Gewichtheffen
| Olympiër        | Discipline | Resultaat | Prestatie                                                      |
| --------------- | ---------- | --------- | -------------------------------------------------------------- |
| Traian Ciharean | -52kg (m)  | 6e        | trekken: 3de met 112,5kg stoten: 6de met 130kg totaal: 242,5kg |
| Attila Czanka   | -60kg (m)  | DNF       | trekken: geen geldige poging                                   |
| Andrei Socaci   | -75kg (m)  | 5e        | trekken: 5de met 152,5kg stoten: 3de met 195kg totaal: 347,5kg |
| Nicu Vlad       | -100kg (m) | Zilver    | trekken: 2de met 185kg stoten: 5de met 217,5kg totaal: 402,5kg |

### Gymnastiek
| Olympiër                                                                                   | Discipline               | Resultaat | Prestatie |
| ------------------------------------------------------------------------------------------ | ------------------------ | --------- | --- |
| Marius Gherman                                                                             | brug (m)                 | 5e        | kwalificatie: 6de met 19,70 punten finale: 5de met 19,700 punten |
| Marius Gherman                                                                             | rekstok (m)              | Brons     | kwalificatie: 4de met 19,70 punten finale: 3de met 19,800 punten |
| Nicolae Bejenaru                                                                           | individuele meerkamp (m) | 33e       | kwalificatie: 46ste brug: 35ste met 19,45 punten paard voltige: 35ste met 19,35 punten rekstok: 52ste met 19,10 punten ringen: 58ste met 19,10 punten sprong: 73ste met 18,85 punten vloer: 30ste met 19,45 punten totaal: 115,30 punten finale: brug: 3de met 9,90 punten paard voltige: 23ste met 9,80 punten rekstok: 34ste met 9,00 punten ringen: 25ste met 9,75 punten sprong: 25ste met 9,60 punten vloer: 27ste met 9,70 punten totaal: 115,40 punten |
| Marius Gherman                                                                             | individuele meerkamp (m) | 5e        | kwalificatie: 10de brug: 6de met 19,70 punten paard voltige: 15de met 19,60 punten rekstok: 4de met 19,70 punten ringen: 39ste met 19,35 punten sprong: 15de met 19,50 punten vloer: 11de met 19,70 punten totaal: 117,55 punten finale: brug: 17de met 9,80 punten paard voltige: 7de met 9,90 punten rekstok: 5de met 9,90 punten ringen: 13de met 9,85 punten sprong: 10de met 9,80 punten vloer: 11de met 9,80 punten totaal: 117,825 punten              |
| Valentin Pîntea                                                                            | individuele meerkamp (m) | 87e       | kwalificatie: 87ste brug: 59ste met 19,25 punten paard voltige: 43ste met 19,15 punten rekstok: 65ste met 18,90 punten ringen: 26ste met 19,50 punten sprong: 60ste met 19,00 punten vloer: 89ste met 9,75 punten totaal: 105,55 punten |
| Marian Rizan                                                                               | individuele meerkamp (m) | 51e       | kwalificatie: 51ste brug: 77ste met 18,80 punten paard voltige: 9de met 19,70 punten rekstok: 38ste met 19,25 punten ringen: 52ste met 19,20 punten sprong: 79ste met 18,75 punten vloer: 57ste met 19,15 punten totaal: 114,85 punten |
| Adrian Sandu                                                                               | individuele meerkamp (m) | 48e       | kwalificatie: 48ste brug: 29ste met 19,50 punten paard voltige: 59ste met 18,95 punten rekstok: 35ste met 19,30 punten ringen: 65ste met 19,00 punten sprong: 50ste met 19,10 punten vloer: 45ste met 19,30 punten totaal: 115,15 punten |
| Marius Tobă                                                                                | individuele meerkamp (m) | 21e       | kwalificatie: 21ste brug: 44ste met 19,35 punten paard voltige: 36ste met 19,30 punten rekstok: 24ste met 19,45 punten ringen: 16de met 19,65 punten sprong: 33ste met 19,30 punten vloer: 11de met 19,70 punten totaal: 116,75 punten finale: brug: 36ste met 9,50 punten paard voltige: 20ste met 9,85 punten rekstok: 15de met 9,80 punten ringen: 5de met 9,90 punten sprong: 18de met 9,70 punten vloer: 11de met 9,80 punten totaal: 116,925 punten     |
| Marius Gherman Marius Tobă Nicolae Bejenaru Adrian Sandu Marian Rizan Valentin Pîntea      | meerkamp team (m)        | 7e        | brug: 5de met 97,55 punten paard voltige: 5de met 97,30 punten rekstok: 8ste met 96,80 punten ringen: 7de met 96,80 punten sprong: 9de met 95,80 punten vloer: 5de met 97,45 punten totaal: 581,70 punten |
|                                                                                            |                          |           | |
| Gabriela Potorac                                                                           | balk (v)                 | Brons     | kwalificatie: 4de met 19,775 punten finale: 3de met 19,837 punten |
| Daniela Silivaș                                                                            | balk (v)                 | Goud      | kwalificatie: 1ste met 19,875 punten finale: 1ste met 19,924 punten |
| Aurelia Dobre                                                                              | brug (v)                 | 7e        | kwalificatie: 7de met 19,725 punten finale: 7de met 19,824 punten |
| Daniela Silivaș                                                                            | brug (v)                 | Goud      | kwalificatie: 1ste met 20,000 punten finale: 1ste met 20,000 punten |
| Gabriela Potorac                                                                           | sprong (v)               | Zilver    | kwalificatie: 6de met 19,775 punten finale: 2de met 19,830 punten |
| Daniela Silivaș                                                                            | sprong (v)               | Brons     | kwalificatie: 4de met 19,800 punten finale: 3de met 19,818 punten |
| Daniela Silivaș                                                                            | vloer (v)                | Goud      | kwalificatie: 1ste met 19,900 punten finale: 1ste met 19,937 punten |
| Aurelia Dobre                                                                              | individuele meerkamp (v) | 6e        | kwalificatie: 6de balk: 4de met 19,775 punten brug: 7de met 19,725 punten sprong: 20ste met 19,575 punten vloer: 20ste met 19,600 punten totaal: 78,675 punten finale: balk: 3de met 9,900 punten brug: 3de met 9,900 punten sprong: 6de met 9,825 punten vloer: 12de met 9,850 punten totaal: 78,812 punten |
| Eugenia Golea                                                                              | individuele meerkamp (v) | 18e       | kwalificatie: 18de balk: 11de met 19,600 punten brug: 51ste met 19,250 punten sprong: 17de met 19,600 punten vloer: 31ste met 19,425 punten totaal: 77,875 punten |
| Celestina Popa                                                                             | individuele meerkamp (v) | 10e       | kwalificatie: 10de balk: 7de met 19,700 punten brug: 19de met 19,550 punten sprong: 10de met 19,675 punten vloer: 16de met 19,650 punten totaal: 78,575 punten |
| Gabriela Potorac                                                                           | individuele meerkamp (v) | 4e        | kwalificatie: 4de balk: 4de met 19,775 punten brug: 9de met 19,675 punten sprong: 6de met 19,775 punten vloer: 12de met 19,700 punten totaal: 78,925 punten finale: balk: 1ste met 9,950 punten brug: 3de met 9,900 punten sprong: 11de met 9,800 punten vloer: 3de met 9,925 punten totaal: 79,037 punten |
| Daniela Silivaș                                                                            | individuele meerkamp (v) | Zilver    | kwalificatie: 2de balk: 1ste met 19,875 punten brug: 1ste met 20,000 punten sprong: 4de met 19,800 punten vloer: 1ste met 19,900 punten totaal: 79,575 punten finale: balk: 3de met 9,900 punten brug: 1ste met 10,000 punten sprong: 2de met 9,950 punten vloer: 1ste met 10,000 punten totaal: 78,637 punten |
| Camelia Voinea                                                                             | individuele meerkamp (v) | 22e       | kwalificatie: 22ste balk: 14de met 19,550 punten brug: 67ste met 18,950 punten sprong: 17de met 19,600 punten vloer: 14de met 19,675 punten totaal: 77,775 punten |
| Aurelia Dobre Eugenia Golea Celestina Popa Gabriela Potorac Daniela Silivaș Camelia Voinea | meerkamp team (v)        | Zilver    | balk: 2de met 98,725 punten brug: 3de met 98,350 punten sprong: 2de met 98,525 punten vloer: 2de met 98,525 punten totaal: 394,125 punten |

### Kanovaren
| Olympiër                        | Discipline    | Resultaat | Prestatie |
| ------------------------------- | ------------- | --------- | --- |
| Aurel Macarencu                 | C-1 500m (m)  | 6e        | serie 3: 2de in 1.54,95 halve finale 2: 3de in 1.57,81 finale: 6de in 2.00,98                                |
| Aurel Macarencu                 | C-1 1000m (m) | 5e        | serie 2: 3de in 4.09,71 halve finale 1: 1ste in 4.07,69 finale: 5de in 4.21,72                               |
| Grigore Obreja Gheorghe Andriev | C-2 500m (m)  | 7e        | serie 3: 4de in 1.44,91 herkansingen: 2de in 1.50,44 halve finale 3: 2de in 1.46,25 finale: 7de in 1.45,84   |
| Grigore Obreja Gheorghe Andriev | C-2 1000m (m) | 6e        | serie 2: 1ste in 3.48,41 halve finale 2: 3de in 3.53,76 finale: 6de in 3.56,56                               |
| Daniel Stoian Angelin Velea     | K-2 500m (m)  | 5e        | serie 2: 2de in 1.34,09 halve finale 3: 2de in 1.35,04 finale: 5de in 1.35,96                                |
| Daniel Stoian Angelin Velea     | C-2 1000m (m) | 6e        | serie 2: 5de in 3.28,42 herkansingen: 1ste in 3.31,51 halve finale 1: 1ste in 3.25,91 finale: 6de in 3.35,75 |

### Roeien
| Olympiër | Discipline      | Resultaat | Prestatie                                                                       |
| --- | --------------- | --------- | ------------------------------------------------------------------------------- |
| Dănuț Dobre Dragoș Neagu | twee-zonder (m) | Zilver    | serie 1: 1ste in 6.31,95 halve finale 1: 1ste in 6.46,70 finale: 2de in 6.38,06 |
| Dimitrie Popescu Vasile Tomoiagă Ladislau Lovrenschi | twee-met (m)    | 4e        | serie 3: 3de in 7.04,48 halve finale 1: 3de in 7.00,36 finale: 4de in 7.02,60   |
| Marin Gheorghe Ladislau Lovrenschi Dimitrie Popescu Valentin Robu Ioan Snep Vasile Tomoiagă                                                                                   | vier-met (m)    | Zilver    | serie 3: 1ste in 6.10,26 halve finale 1: 2de in 6.09,86 finale: 2de in 6.13,58  |
| |                 |           |                                                                                 |
| Marioara Popescu-Ciobanu | skiff (v)       | 5e        | serie 2: 2de in 7.53,75 halve finale 2: 2de in 7.39,93 finale: 5de in 7.59,44   |
| Veronica Cogeanu Liliana Geneș Elisabeta Lipă | dubbel-twee (v) | Zilver    | serie 1: 1ste in 7.30,09 finale: 2de in 7.04,36                                 |
| Rodica Arba Olga Homeghi-Bularda | twee-zonder (v) | Goud      | serie 2: 1ste in 7.42,53 finale: 1ste in 7.28,13                                |
| Anișoara Bălan Doina Ciucanu Veronica Cogeanu Elisabeta Lipă Anișoara Minea                                                                                                   | dubbel-vier (v) | Brons     | serie 1: 2de in 6.26,95 herkansingen: 1ste in 6.26,14 finale: 3de in 6.23,81    |
| Herta Anitaș Mihaela Armășescu Doina Liliana Bălan Adriana Bazon Veronica Necula Ecaterina Oancia Marioara Trașcă                                                             | vier-met (v)    | Brons     | serie 2: 1ste in 7.21,43 finale: 3de in 7.01,13                                 |
| Herta Anitaș Rodica Arba Mihaela Armășescu Doina Liliana Bălan Adriana Bazon Olga Homeghi-Bularda Viorica Ilica Veronica Necula Ecaterina Oancia Livia Țicanu Marioara Trașcă | acht (v)        | Zilver    | serie 1: 1ste in 6.15,65 finale: 2de in 6.17,44                                 |

### Schermen
| Olympiër        | Discipline | Resultaat | Prestatie |
| --------------- | ---------- | --------- | --- |
| Reka Lazăr      | floret (v) | 21e       | 1ste ronde groep 8: 4de V van FRG Bau: 4-5 V van URS Glikina: 3-5 V van SWE Palm: 1-5 W van MEX López: 5-0 2de ronde groep 5: 3de V van ITA Zalaffi: 3-5 W van FRG Bau: 5-0 W van POL Dubrawska: 5-1 V van HUN Kovács: 2-5 V van FRA Latrille-Gaudin: 1-5 3de ronde groep 3: 5de V van ITA Zalaffi: 2-5 V van URS Sadovskaya: 4-5 V van FRG Fichtel: 3-5 V van HUN Némethné Jánosi: 1-5 W van POL Sobczak: 5-2 |
| Elisabeta Tufan | floret (v) | 18e       | 1ste ronde groep 5: 2de V van GBR Thurley: 4-5 W van FRA Spennato: 5-3 W van CAN Tremblay: 5-0 W van SUI Piros: 5-1 2de ronde groep 6: 1ste V van POL Królikowska: 1-5 W van URS Voshchakina: 5-2 W van CAN Philion: 5-4 W van CHN Jujie: 5-4 W van FRA Modaine-Cessac: 5-3 3de ronde groep 1: 5de V van CHN Sun: 3-5 V van HUN Kovács: 3-5 W van URS Voshchakina: 5-4 W van KOR Tak: 5-3 V van JPN Oka: 4-5   |

### Schietsport
| Olympiër       | Discipline              | Resultaat | Prestatie                                                                         |
| -------------- | ----------------------- | --------- | --------------------------------------------------------------------------------- |
| Sorin Babii    | 50m pistool (m)         | Goud      | kwalificatie: 2de met 566 punten (95-92-94-99-93-93) finale: 1ste met 660 punten  |
| Corneliu Ion   | 25m snelvuurpistool (m) | 18e       | kwalificatie: 18de met 588 punten (294-294)                                       |
| Sorin Babii    | 10m luchtpistool (m)    | 4e        | kwalificatie: 2de met 588 punten (98-98-98-99-98-97) finale: 4de met 683,3 punten |
|                |                         |           |                                                                                   |
| Anișoara Matei | 25m snelvuurpistool (v) | 12e       | kwalificatie: 12de met 581 punten (289-292)                                       |
| Anișoara Matei | 10m luchtpistool (v)    | 12e       | kwalificatie: 12de met 378 punten (95-93-94-96)                                   |

### Worstelen
| Olympiër           | Discipline  | Resultaat   | Prestatie |
| Vrije stijl        | Vrije stijl | Vrije stijl | Vrije stijl |
| ------------------ | ----------- | ----------- | --- |
| Claudiu Tămăduianu | -74kg (m)   | 6e          | groep A: 5de W van SWE Gustafsson: 3-1 W van IRL Harmon: 4-0 W van IRQ Jobara: 3-1 V van URS Varayev: 1-3 V van BUL Sofiadi: 0,5-3,5                                     |
| Vasile Pușcașu     | -100kg (m)  | Goud        | groep B: 1ste W van KEN Obwoge: 4-0 W van FRG Colling: 3-0 W van BUL Karaduchev: 3-1 W van HUN István Robotka: 3-1 W van USA Scherr: 3-1 finale: W van URS Khabelov: 3-1 |
|                    |             |             | |
| Petrică Cărare     | -68kg (m)   | 4e          | groep B: 2de W van AUT Pittner: 3-1 W van CAN Yeats: 3-0 W van PER Ichillumpa: 4-0 V van URS Julfalakyan: 1-3 W van HUN Repka: 3-0 bronzen finale: V van FIN Sipilä: 1-3 |
| Vasile Andrei      | -100kg (m)  | 9e          | groep A: 5de W van URS Gedekhauri: 3-1 W van TCH Masár: 3-0 V van YUG Tertei: 0-3 V van POL Wroński: 0-3                                                                 |

### Zwemmen
| Olympiër          | Discipline           | Resultaat | Prestatie                                         |
| ----------------- | -------------------- | --------- | ------------------------------------------------- |
| Tamara Costache   | 50m vrije slag (v)   | 6e        | serie 6: 3de in 26,06 finale: 6de in 25,80        |
| Luminița Dobrescu | 50m vrije slag (v)   | 17e       | serie 5: 5de in 26,56                             |
| Tamara Costache   | 100m vrije slag (v)  | 16e       | serie 7: 4de in 56,67 finale B: 8ste in 57,11     |
| Luminița Dobrescu | 100m vrije slag (v)  | 11e       | serie 7: 5de in 56,79 finale B: 3de in 56,79      |
| Luminița Dobrescu | 200m vrije slag (v)  | 12e       | serie 6: 3de in 2.01,93 finale B: 4de in 2.01,98  |
| Stela Marian Pura | 200m vrije slag (v)  | 13e       | serie 4: 5de in 2.02,26 finale B: 5de in 2.02,30  |
| Noëmi Lung        | 400m vrije slag (v)  | 10e       | serie 3: 2de in 4.12,42 finale B: 2de in 4.11,88  |
| Stela Marian Pura | 400m vrije slag (v)  | 11e       | serie 4: 5de in 4.15,78 finale B: 3de in 4.12,14  |
| Anca Pătrășcoiu   | 100m rugslag (v)     | 9e        | serie 4: 2de in 1.03,29 finale B: 1ste in 1.03,33 |
| Anca Pătrășcoiu   | 200m rugslag (v)     | 9e        | serie 3: 2de in 2.17,25 finale B: 1ste in 2.15,75 |
| Stela Marian Pura | 100m vlinderslag (v) | 24e       | serie 3: 8ste in 1.03,91                          |
| Stela Marian Pura | 200m vlinderslag (v) | 4e        | serie 4: 3de in 2.12,53 finale: 4de in 2.11,28    |
| Noëmi Lung        | 200m wisselslag (v)  | Brons     | serie 3: 1ste in 2.15,55 finale: 3de in 2.14,85   |
| Anca Pătrășcoiu   | 200m wisselslag (v)  | 6e        | serie 5: 2de in 2.17,39 finale: 6de in 2.16,70    |
| Noëmi Lung        | 400m wisselslag (v)  | Zilver    | serie 3: 1ste in 4.41,96 finale: 2de in 4.39,46   |

Afghanistan · Algerije · Amerikaanse Maagdeneilanden · Amerikaans-Samoa · Andorra · Angola · Antigua en Barbuda · Argentinië · Aruba · Australië · Bahama’s · Bahrein · Bangladesh · Barbados · België · Belize · Benin · Bermuda · Bhutan · Birma · Bolivia · Bondsrepubliek Duitsland · Botswana · Brazilië · Britse Maagdeneilanden · Brunei · Bulgarije · Burkina Faso · Canada · Centraal-Afrikaanse Republiek · Chili · China · Chinees Taipei · Colombia · Congo-Brazzaville · Cookeilanden · Costa Rica · Cyprus · Denemarken · Djibouti · Dominicaanse Republiek · Duitse Democratische Republiek · Ecuador · Egypte · El Salvador · Equatoriaal-Guinea · Fiji · Filipijnen · Finland · Frankrijk · Gabon · Gambia · Ghana · Grenada · Griekenland · Groot-Brittannië · Guam · Guatemala · Guinee · Guyana · Haïti · Honduras · Hongarije · Hongkong · Ierland · IJsland · India · Indonesië · Irak · Iran · Israël · Italië · Ivoorkust · Jamaica · Japan · Joegoslavië · Jordanië · Kaaimaneilanden · Kameroen · Kenia · Koeweit · Laos · Lesotho · Libanon · Liberia · Libië · Liechtenstein · Luxemburg · Malawi · Malediven · Maleisië · Mali · Malta · Marokko · Mauritanië · Mauritius · Mexico · Monaco · Mongolië · Mozambique · Nederland · Nederlandse Antillen · Nepal · Nieuw-Zeeland · Niger · Nigeria · Noord-Jemen · Noorwegen · Oeganda · Oman · Oostenrijk · Pakistan · Panama · Papoea-Nieuw-Guinea · Paraguay · Peru · Polen · Portugal · Puerto Rico · Qatar · Roemenië · Rwanda · Saint Vincent en de Grenadines · Salomonseilanden · Samoa · San Marino · Saoedi-Arabië · Senegal · Sierra Leone · Singapore · Soedan · Somalië · Sovjet-Unie · Spanje · Sri Lanka · Suriname · Swaziland · Syrië · Tanzania · Thailand · Togo · Tonga · Trinidad en Tobago · Tsjaad · Tsjecho-Slowakije · Tunesië · Turkije · Uruguay · Vanuatu · Venezuela · Verenigde Arabische Emiraten · Verenigde Staten · Vietnam · Zaïre · Zambia · Zimbabwe · Zuid-Jemen · Zuid-Korea · Zweden · Zwitserland